# Lasioglossum subaenescens
Lasioglossum subaenescens är en biart som först beskrevs av Pérez 1896.  Lasioglossum subaenescens ingår i släktet smalbin, och familjen vägbin. Inga underarter finns listade i Catalogue of Life.